# Шентянж (Севниця)
Шентянж (словен. Šentjanž) — поселення в общині Севниця, Споднєпосавський регіон, Словенія. Висота над рівнем моря: 344 м.